# أوجست فشر
أوجست فِشَر (فيشر) (بالألمانية: August Fischer) (1281- 1368 هـ / 1865- 1949 م) هو مستشرق ألماني اختصَّ باللغة العربية نحوًا وصرفًا ومعجمًا، واشتَهَر بإخلاصه الشديد للعربية وآدابها، وهو صاحب فكرة تأليف معجم لغوي تاريخي للعربية. ويُعد امتدادًا لأستاذه العالم اللغوي هينرش ليبرشت فليشر مؤسس ما يُعرف بمدرسة ليبزيغ في الاستشراق الألماني. وقد أتقن اللغة العربية وعلومها، وجميع اللغات السامية، وبعض اللهَجات العربية.

## سيرته
ولد فِشَر في مدينة هاله عام 1281هـ/ 1865م، وتخصَّص في اللغات الشرقية على يد المستشرق الألماني هاينريش توربكه في جامعة هالة (هلَّه)، وحصل على الدكتوراه بإشرافه عن رسالة عنوانها (تراجم حياة الرواة الذين اعتمد عليهم ابن إسحق) عام 1889. وأتقن اللغة العربية وجميع اللغات السامية، وبعض اللهَجات العربية ولا سيَّما اللهجة المَرَّاكُشية المغربية. وعُني بدراسة تاريخ اللغة العربية من أقدم نصوصها حتى لهَجاتها المحلية الحالية.
عمل فشر في معهد اللغات الشرقية في برلين من عام 1896 إلى 1900، مدرِّسًا للغة العربية وأمينًا للمعهد ومحافظًا لمكتبته، وكان حريصًا على تأكيد الأهمية القصوى للغة العربية في إعداد البحوث الخاصة بالتاريخ والفلسفة والفقه عند العرب والمسلمين. واختارته جامعة ليبزيغ أستاذًا للغات الشرقية من 1900 إلى 1939، وقد جعل من الجامعة مركزًا علميًّا قويًّا في ألمانيا للدراسات الشرقية، وخصوصًا العربية، فأمَّها دارسو العربية وعلومها من جميع الأنحاء. وحين أُنشئ معهد الأبحاث في ليبزيغ عام 1914 اختِير رئيسًا للقسم العربي فيه. وظلَّ يدرِّس في بيته بعد تقاعده حتى قبل وفاته بأيام، وكان يشرح لطلابه ديوان امرئ القيس.
اختِير عضوًا بمجمع اللغة العربية بالقاهرة منذ إنشائه عام 1932، وقد كان المجمع يضمُّ عددًا من المستشرقين، وأسهم بملاحظاته في تطوير المعجم الكبير (مجمع القاهرة).

## معجم فِشَر
لاحظ فِشَر قصورًا في تصنيف معجماتنا العربية على كثرتها، وافتقارًا إلى الترتيب الدقيق للكلمات ومعانيها، وضرورة الاستشهاد بالشعر القديم على كل كلمة ومعنى. فعزم على تأليف معجم عربي لغوي تاريخي، يبحث في تاريخ الكلمات الواردة من القرآن والحديث والشعر والأمثال والمؤلفات التاريخية والجغرافية وكتب الأدب والنقوش والمخطوطات، مُتْبِعًا الشرحَ العربي للكلمات شرحًا مختصرًا بالإنجليزية والفرنسية؛ ليعين زملاءه المستشرقين على فهم معاني الكلمات العربية، موردًا شواهد من الشعر على المعاني مع نسبتها إلى أصحابها.
وبدأ العمل في المعجم وحدَه، وعرض مشروعه على مؤتمر المستشرقين الألمان في باسل عام 1907 فرحَّب المؤتمر بالفكرة دون تقديم أي معونة. ثم عرضه على المؤتمر الدَّولي للمستشرقين في كوبنهاجن عام 1908، ثم على مثيله في أثينا عام 1912، فلم يلقَ فيهما سوى الترحيب دون أي مساعدة! إلى أن أُنشئ معهد الأبحاث في ليبزيغ فحصل منه على بعض العون.
وساعده في عمله المستشرق ي. بيدرسن من جامعة كوبنهاجن، وعددٌ من الباحثين منهم منير حمدي من مصر، وظلَّ يعمل فيه على الرغم من ويلات الحرب العالمية الأولى، وبعد أن قطع شوطًا بعيدًا في عمله، أخذ يبحث عن ناشر لمعجمه الضخم، واستمرَّ في البحث من عام 1919 إلى 1924، حين أعلن ناشر ألماني استعداده لطبع المعجم ونشره، فقويت عزيمته على إتمام العمل وندب لمساعدته لفيفًا من المستشرقين، منهم: بروجستير، وكرومن. ولكنَّه فوجئ بعدول الناشر عن وعده، فطوى أوراقه متألمًا حزينًا.
وبعد إنشاء مجمع اللغة العربية بالقاهرة عام 1932 واختياره عضوًا فيه، عرض مشروعه على المجمع، فاقترح المستشرقُ الإيطالي كارلو نَللينُو أن يُتم فشر معجمه في القاهرة، وأن يحظى بمساعدة الحكومة المصرية ومجمعها. فانتقل إلى مصر في فصول العطلة واستمرَّ في عمله بالمعجم إلى عام 1939، حين اندلعت نيران الحرب العالمية الثانية، وكان أهدى المعجم إلى الحكومة المصرية على أن تتولى طبعه، شرط أن ينهض وحدَه بمراجعته. وأوشكت المطبعة الأميرية أن تشرع في جمع حروف المعجم لطباعته، لكنَّ فشر سافر إلى ألمانيا مصطحبًا معه موادَّ حرف الألف لمراجعتها، وحالت ظروفُ الحرب دون عودته، ولمَّا انتهت الحرب همَّ بالعودة إلى مصر لإكمال مراجعة معجمه ولكنَّه لم يتمكن حتى وافته المنية.
وحاول مجمع القاهرة الحصول على الموادِّ التي راجعها في ألمانيا، بالتواصل مع أسرته وأصدقائه، ولكنَّهم لم يفلحوا! وحاولوا العمل على مراجعة ما لديهم من المعجم، فوجدوه غيرَ صالح للنشر بصورته الحالية، فاكتفوا بالاستفادة منه في عملهم بالمعجم الكبير. وذكر عبد الرحمن بدوي: أن المجمع بدَّد ما كان لديه من موادِّ المعجم التي تركها المؤلف أمانة لديه، ولا سيما حين انتقل المجمع من مقرِّه في شارع قصر العيني إلى مقرِّه في شارع مراد بالجيزة، ولم يبقَ من تلك الموادِّ سوى القليل مما لا يُغني، وضاع الشطر الأكبر ممَّا صنعه فشر!

## آثاره

### المؤلفات
1. (تراجم حياة الرواة الذين اعتمد عليهم ابن إسحق) 1890، وهو رسالته للدكتوراه.
2. (دراسات في نقد نشرة المستشرق ر. جاير لديوان أوس بن حَجَر) من 1895 إلى 1910.
3. (محمد وأحمد اسمان للنبي العربي) 1932.
4. (قيمة ترجمات القرآن والسورة الثالثة آل عمران) 1937.
5. (قرآن أبي العلاء المعري) 1942، وهو تحليل لغوي لكتاب "الفصول والغايات" للمعري، وانتهى فيه إلى أن الزعم بأن أبا العلاء أراد بكتابه معارضة القرآن زعمٌ باطل.
6. (فهرست الشواهد) 1945، وهو ثبَت شامل بالشواهد الشعرية بحسب القوافي، مع ذكر الشعراء.

### المقالات
1. (أمثال مراكشية) 1898.
2. (نغمة الكلام في اللهجة المراكشية) 1899.
3. (الكلمة العربية أَيْش) 1905.
4. (أَبْلِ وأَخْلِفْ) 1905.
5. (الولي المراكشي الكبير عبد السلام بن مشيش) 1917.
6. (المؤرِّخ المراكشي أبو القاسم الظجاني) 1917.
7. (بَطُّوطة وليس بَطُوطة) 1918.
8. (المسألة الزُّنبُورية) 1922.
9. (أسماء الإشارة للمؤنث: هذِهِ، ذِهِ، تِهِ. هذِهْ، ذِهْ، تِهْ. هذِهِي، ذِهِي، تِهِي.) 1927.
10. (اسم محمد وتقديسه عند المسلمين) 1944.
11. (الاسم محمد عند البيزنطيين) 1949.

## وفاته
توفي فيشر في مدينة لايبزيغ، يوم الاثنين 16 ربيع الآخر 1368هـ الموافق 14 فبراير (شُباط) 1949م.